# François-Emmanuel Cangiamila
François-Emmanuel Cangiamila (en italien Francesco-Emanuele Cangiamila)  (né le 1er janvier 1702 à Palerme, mort le 7 ou 8 janvier 1763 dans la même ville) était un homme d'Église italien du XVIIIe siècle.

## Biographie
François-Emmanuel Cangiamila devint successivement docteur en théologie, chanoine de la métropole de Palerme, et inquisiteur provincial du royaume de Sicile.

## Œuvres
François-Emmanuel Cangiamila est l'auteur de :
- Embriologia sagra, overro trattato degli uffici, etc.; Milan, 1751, in-4°; Palerme, 1758, in-fol., traduit plusieurs fois en latin sous le titre : Embryologia sacra, sive de officiis sacerdotum, medicorum et aliorum circa aeternam parvularum in utero existentium salutem[1] ; Palerme, 1761, in-fol. ; Vienne, 1765, in-8° ; Venise, 1769, in-fol. : l'abbé Dinouart et le médecin Roux l'ont traduit en français, en y ajoutant les décrets des assemblées du clergé, des synodes et des conciles; Paris, 1762 et 1766, in-12. Cet ouvrage, qui a été traduit encore dans d'autres langues, notamment en grec moderne, par le jésuite Vélastie, est à la fois un traité de confession, d'hygiène privée et de médecine légale relativement aux femmes enceintes. Une adaptation abrégée en espagnol existe[2], publiée par le Proyecto Filosofía en español.

## Sources
- Jean Chrétien Ferdinand Hoefer, Nouvelle biographie générale depuis les temps les plus reculés jusqu'à nos jours, chez Firmin-Didot 1855
- Biographie médicale. — Adelung, supplém. à Jöcher, Allgemeines-Gelehrten-Lexicon
- On trouvera un article développé, avec bibliographie, dans l'Encyclopédie Treccani.
- Un Abrégé de l'embryologie sacrée a été publié par l'abbé Dinouart. On peut consulter sur Google la seconde édition, parue chez Nyon à Paris en 1774.